# Leucas royleoides
Leucas royleoides là một loài thực vật có hoa trong họ Hoa môi. Loài này được (Benth.) Gürke mô tả khoa học đầu tiên năm 1895.